# Tritneptis
Tritneptis is een geslacht van vliesvleugeligen uit de familie Pteromalidae. De wetenschappelijke naam van dit geslacht is voor het eerst geldig gepubliceerd in 1908 door Girault.

## Soorten
Het geslacht Tritneptis omvat de volgende soorten:
- Tritneptis abietinus Novicky, 1959
- Tritneptis affinis (Nees, 1834)
- Tritneptis diprionis Gahan, 1938
- Tritneptis doris Burks, 1971
- Tritneptis flavipes (Hedqvist, 1978)
- Tritneptis hemerocampae Girault, 1908
- Tritneptis klugii (Ratzeburg, 1844)
- Tritneptis koebelei Gahan, 1938
- Tritneptis lygaeonemati Novicky, 1959
- Tritneptis macrocentri Liao, 1987
- Tritneptis scutellata (Muesebeck, 1927)